# وب بات
وب‌بات یا پروژهٔ وب‌بات، نام نرم‌افزار یک بات اینترنتی است که ادعا شده قادر به پیش‌بینی رخدادهای آینده از راه پی‌گیری کلمه‌های کلیدی (کی‌وُرد) وارد شده در اینترنت است.
وب‌بات، در اواخر دهه ۹۰ میلادی، در اصل برای پیش‌بینی وضعیت بازار سهام، تهیه‌شد.
سازندگان وب‌بات، کلیف های و جورج اور که خودشان را "راهبان زمان" می‌نامند، بیشتر تکنولوژی و الگوریتم‌های نرم‌افزار را مخفی نگه‌داشته‌اند و پیش‌بینی‌ها را از طریق وب‌سایت می‌فروشند.